# Sibaris
Sibaris er navnet på en vin fra Chile.
Vinen findes i forskellige varianter og på forskellige druer.
Samtidig er det navnet på en oldgammel chilensk by, hvor indbyggerne var berømte for at dedikere deres liv til nydelsen af luksus og følelserne af livet.[kilde mangler]
| Vin og vindruer | Spire Denne artikel om vin eller vindruer er en spire som bør udbygges. Du er velkommen til at hjælpe Wikipedia ved at udvide den. |